# Sematophyllum replicatum
Sematophyllum replicatum är en bladmossart som beskrevs av Hugh Neville Dixon 1921. Sematophyllum replicatum ingår i släktet Sematophyllum och familjen Sematophyllaceae. Inga underarter finns listade i Catalogue of Life.